# تیم ملی هندبال بنگلادش
تیم ملی هندبال بنگلادش نمایندهٔ کشور بنگلادش در مسابقات بین‌المللی ورزش هندبال است.